# Лутаєнко Володимир Самійлович
Лутаєнко Володимир Самійлович — український кінознавець. Кандидат філософських наук (1968).
Народ. 18 жовтня 1937 р. в Москві в родині службовця. Закінчив Київський державний університет ім. Т. Г. Шевченка (1960) і аспірантуру при ньому (1966). Працював у сценарному відділі «Київнаукфільму», викладав у Київському державному інституті театрального мистецтва ім. І. Карпенка-Карого. З 1969 р. — доцент Київського державного інституту культури.
Автор сценаріїв науково-популярних фільмів: «Ловці сонячних променів» (у співавт.), «Виховання культури рухів у гімнастів», «Очима тренера», «Слідопити думки», 5"Уроки творчості" та ін. За стрічки «Гімнаст», «Виховання культури рухів у гімнастів», «Очима тренера» — лауреат Міжнародних і Всесоюзних кінофестивалів.
Опублікував книги: «Про дружбу кіно і науки» (К., 1969, у співавт.), «Науковий пошук в кіно» (К., 1971), «Естетика і екранний світ» (К., 1971), «Кіно в системі культури» (К., 1981). Автор багатьох статей у збірниках і періодичній пресі.
Член Національних спілок журналістів і кінематографістів України.